# 西村昌也
西村 昌也（にしむら まさなり、1965年 - 2013年6月9日）は、日本の考古学者、ベトナム考古学院研究員。妻は考古学者の西村範子。
山口県下関市生まれ。1998年東京大学大学院人文科学研究科(考古学専攻)博士課程単位取得退学。2007年、東京大学博士（文学） (論文博士)。論文の題は「紅河平原とメコン・ドンナイ川平原の考古学的研究」。2008年～2011年関西大学文化交渉学教育研究拠点COE助教、2011年～2013年金沢大学国際文化資源学研究センター 研究員。「NPO法人東南アジア埋蔵文化財保護基金」代表。
2013年6月9日、ハノイ郊外をバクニン省方面に向けてバイクで走行中、前方の車に衝突し、病院に運ばれたが死亡が確認された。

## 著書
- ベトナムの考古・古代学 同成社、2011年4月

## 栄典
- ベトナム: 友好勲章（英語版） - （2013年9月19日・没後）

## 参考
- ベトナムスケッチ